# HMIS Godavari (U52)
«Годаварі» (англ. HMIS Godavari (U52) — військовий корабель, шлюп типу  «Блек Свон» Королівського військово-морського флоту Великої Британії за часів Другої світової війни.

## Історія створення
Шлюп «Годаварі» був закладений 30 жовтня 1941 року на верфі компанії John I. Thornycroft & Company у місті Вулстон. Спущений на воду 21 січня 1943 року, вступив у стрій 28 червня того ж року.
Свою назву корабель отримав на честь річки Годаварі.

## Історія служби

### У складі ВМС Великої Британії
Після вступу у стрій «Годаварі» до середини серпня 1943 року ніс службу у Скапа-Флоу, де забезпечував ППО бази. Потім супроводжував конвої на маршруті Велика Британія - Сінгапур. 22 грудня 1943 року зазнав пошкоджень внаслідок зіткнення з кораблем «Манчестер Прогресс».
Після ремонту переданий до складу Східного флоту. Базувався в Трінкомалі, супроводжував конвої на маршрутах Цейлон – Порт-Саїд та Порт-Саїд – Бомбей.
З травня 1944 року «Годаварі» залучався до протичовнових пошукових операцій у східній частині Індійського океану. 12 серпня 1944 року поблизу Сейшельських островів разом з фрегатом «Файндгорн» потопив німецький підводний човен U-198.
Після реорганізації флоту «Годаварі» у листопаді 1944 року увійшов до складу Ост-Індського флоту. З грудня 1944 року по квітень 1945 року пройшов ремонт в Бомбеї. У серпні 1945 року готувався до участі в десантній операції на Пенанг, яка була скасована у зв'язку з капітуляцією Японії.
Надалі брав участь в операціях з повернення під британський контроль Малаї та Сінгапура. 

### У складі ВМС Пакистану
У 1948 році, після розділу Британської Індії, корабель увійшов до новостворених ВМС Пакистану, де отримав назву «PNS Sind». У 1949-1950 роках пройшов ремонт у Великій Британії. У 1951 році здійснив похід у Тихий океан, під час якого здійснив заходи в порти Австралії та Нової Зеландії.
У 1959 році корабель був зданий на злам.